# Сан Мартино (Кунео)
Сан Мартино је насеље у Италији у округу Кунео, региону Пијемонт.
Према процени из 2011. у насељу је живело 561 становника. Насеље се налази на надморској висини од 322 м.